# Dicy
Dicy est une ancienne commune française, située dans le département de l'Yonne en région Bourgogne-Franche-Comté, devenue, le 1er janvier 2016, une commune déléguée de la commune nouvelle de Charny-Orée-de-Puisaye.

## Histoire
Pendant la campagne destinée à reconquérir d'importantes places fortes aux mains des Anglais ou des Bourguignons, Jeanne d'Arc et l'armée royale du futur Charles VII, venant de Gien pour se rendre à Auxerre, prirent gite au château de La Brulerie à Châteaurenard le 28 juin 1429. Puis, remontant la vallée de l'Ouanne jusqu'à Douchy, ils chevauchèrent par Dicy, Villefranche-Saint-Phal, Chevillon le 29 juin, où ils passèrent la nuit au château. Ils atteignirent Auxerre aux mains des Bourguignons le 1er juillet.

## Politique et administration
| Période   | Période    | Identité              | Étiquette | Qualité |
| --------- | ---------- | --------------------- | --------- | ------- |
| mars 2001 | mars 2014  | Claude Busson         |           |         |
| mars 2014 | → en cours | Rose-Marie Vuillermoz |           |         |

## Démographie
L'évolution du nombre d'habitants est connue à travers les recensements de la population effectués dans la commune depuis 1793. À partir du 1er janvier 2009, les populations légales des communes sont publiées annuellement dans le cadre d'un recensement qui repose désormais sur une collecte d'information annuelle, concernant successivement tous les territoires communaux au cours d'une période de cinq ans. 
Pour les communes de moins de 10 000 habitants, une enquête de recensement portant sur toute la population est réalisée tous les cinq ans, les populations légales des années intermédiaires étant quant à elles estimées par interpolation ou extrapolation. Pour la commune, le premier recensement exhaustif entrant dans le cadre du nouveau dispositif a été réalisé en 2006,.
En 2013, la commune comptait 328 habitants, en évolution de +1,55 % par rapport à 2008 (Yonne : −0,46 %, France hors Mayotte : +2,49 %).
| 1793 | 1800 | 1806 | 1821 | 1831 | 1836 | 1841 | 1846 | 1851 |
| ---- | ---- | ---- | ---- | ---- | ---- | ---- | ---- | ---- |
| 367  | 400  | 391  | 127  | 409  | 519  | 533  | 526  | 550  |

| 1856 | 1861 | 1866 | 1872 | 1876 | 1881 | 1886 | 1891 | 1896 |
| ---- | ---- | ---- | ---- | ---- | ---- | ---- | ---- | ---- |
| 574  | 579  | 624  | 601  | 582  | 541  | 519  | 472  | 466  |

| 1901 | 1906 | 1911 | 1921 | 1926 | 1931 | 1936 | 1946 | 1954 |
| ---- | ---- | ---- | ---- | ---- | ---- | ---- | ---- | ---- |
| 448  | 442  | 413  | 364  | 339  | 337  | 328  | 312  | 333  |

| 1962 | 1968 | 1975 | 1982 | 1990 | 1999 | 2006 | 2011 | 2013 |
| ---- | ---- | ---- | ---- | ---- | ---- | ---- | ---- | ---- |
| 276  | 258  | 261  | 271  | 300  | 315  | 320  | 330  | 328  |

## Lieux et monuments
- Château de la Motte-des-Prés : édifice avec tours d'angle et douves en eau, construit au XVIe siècle. Ses propriétaires successifs furent la famille de Saint-Phal (qui possède également des châteaux à Villefranche-Saint-Phal et à Cudot), puis la famille de Birague en 1665. Cette famille était originaire de Mantoue (Italie) dont un des représentants Georges de Birague sera  au service de Catherine de Medicis vers 1550 et anobli en 1614 dont aussi René de Birague (1506-1583), cardinal, chancelier de France, l'un des instigateurs de la Saint-Barthélemy (cénotaphe au Musée du Louvre).

Début 1800, La Motte-des-Prés passe aux familles Dupont, conseiller d'État (qui fait rebâtir le château en 1814), de Guillebon, maire de Dicy en 1828, Armynot du Chatelet, maire de Dicy en 1853, puis toujours par succession  en 1882 à la famille Lefebvre de Nailly, actuelle propriétaire.
- La Fabuloserie, un musée ouvert en 1983 par Alain Bourbonnais et consacré à l'art hors-les-normes (art brut)[9].

## Personnalités liées à la commune
- Michel Houellebecq, écrivain français né le 26 février 1958 à La Réunion, a séjourné une partie de son enfance chez sa grand-mère à Dicy.

## Pour approfondir